# Nicsara nigrifrons
Nicsara nigrifrons is een rechtvleugelig insect uit de familie sabelsprinkhanen (Tettigoniidae). De wetenschappelijke naam van deze soort is voor het eerst geldig gepubliceerd in 1898 door Brunner von Wattenwyl.